# Bishnupur Pra.Ra
Bishnupur Pra.Ra – gaun wikas samiti we wschodniej części Nepalu w strefie Sagarmatha w dystrykcie Siraha. Według nepalskiego spisu powszechnego z 2001 roku liczył on 858 gospodarstw domowych i 4693 mieszkańców (2351 kobiet i 2342 mężczyzn).